# 石川県営兼六園野球場

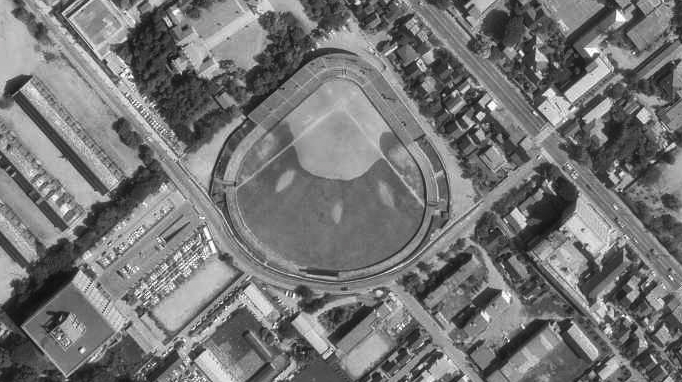
1973年5月当時の兼六園球場付近の空中写真。上方が北。

石川県営兼六園野球場（いしかわけんえい・けんろくえんやきゅうじょう）は、かつて石川県金沢市にあった野球場。石川県が運営管理していたが、1973年限りで閉鎖された。

## 歴史
金沢市中心部、兼六園に隣接する旧陸軍出羽町練兵場の公用地に、石川国体の開催に合わせて1947年10月25日に完成した。
完成時は両翼85m・中堅90mで、フィールドの狭さが指摘されていた。翌1948年4月に初めて開催されたプロ野球公式戦・大陽ロビンス - 急映フライヤーズ戦で両チーム6本塁打と、当時としては本塁打の多い試合だったことがきっかけで、同年9月に100万円の費用をかけて両翼90m、中堅97mに拡張された。
ところが、翌1949年4月26日に開かれた読売ジャイアンツ - 大映スターズ戦では、両軍合わせて13本の本塁打が飛び交う乱打戦（1試合両チーム本塁打数・日本プロ野球最多タイ記録）となり、この年に1000万円をかけて再び拡張。工事は1950年4月に完成し、両翼99.1m、中堅122mとなったが、今度は広過ぎて本塁打が出にくくなった。1959年6月、約7000万円をかけて内野スタンドの改築とグラウンド工事が行われ、両翼91.4m、中堅112.8mとなった。
その後、施設の老朽化やグラウンド設備の陳腐化、周辺地域の宅地化により、1973年11月をもって閉鎖、施設は撤去された。なお、1974年、郊外の西部緑地公園内に石川県立野球場が設けられた。
兼六園球場の跡地には1977年、石川厚生年金会館が建設された。建築家の黒川紀章の設計により許容建蔽率を最大限利用したため、建物は敷地外郭に沿い扇形をしている。この建物は2008年12月に北陸電力が引き継ぎ、2009年10月から「北陸電力会館 本多の森ホール」となった後、2023年7月1日から「本多の森北電ホール」となっている。本多の森北電ホールの裏（兼六園弓道場近く）には、県営兼六園野球場と記された石碑が建立されている。

## 主なエピソード
- 1947年10月30日、第2回国民体育大会（石川国体）の金沢三中（石川県代表）対仙台二中（宮城県代表）の試合は昭和天皇の高覧試合となった[5]。試合は金沢三中が勝利し、最終的には準決勝まで進んだ[5]。同大会は岐阜商（岐阜県代表）が優勝した[5]。
- 上述した1949年4月26日の巨人対大映戦では巨人・川崎徳次が大映打線に8本塁打を打たれて13失点しながら、自らも打つ方で3本塁打を含む4安打9打点を挙げる活躍をして完投勝ちした。1試合での被本塁打8はNPB記録であり、失点13も勝利投手の失点数としては最多である。また、投手の1試合3本塁打は後輩の堀内恒夫と合わせて2人しか記録しておらず、1試合9打点も投手が1試合で記録した打点としては最多である[2]。
- 1956年9月19日に開催された国鉄対広島24回戦（ダブルヘッダー第2試合）で、国鉄・宮地惟友（石川県出身）が日本プロ野球史上3人目となる完全試合を達成した[3]。
- 1965年5月11日の巨人対広島戦で巨人・瀧安治が放った打球が広島の投手・安仁屋宗八の膝を直撃し、跳ね返った打球を捕手・久保祥次がノーバウンドで捕球。瀧に投触捕直（投手が接触した後のキャッチャーライナー）によるアウトが記録された。これは2023年現在も唯一の記録である。

## プロ野球公式戦開催実績
プロ野球公式戦は73試合が開催された。内訳は1リーグ時代4試合、セ・リーグ61試合、パ・リーグ8試合。
- 1948年4月25日 大陽ロビンス 14-2 急映フライヤーズ
- 1948年7月18日 大阪タイガース 5-4 南海ホークス
- 1949年4月26日 読売ジャイアンツ 15-13 大映スターズ
- 1949年6月15日 東急フライヤーズ 9-12 大陽ロビンス
- 1950年4月12日 松竹ロビンス 13-10 西日本パイレーツ
- 1950年6月21日 大洋ホエールズ 1-3 国鉄スワローズ、中日ドラゴンズ 3-2 大阪タイガース（変則ダブルヘッダー）
- 1950年7月22日 広島カープ 5-7 国鉄スワローズ、読売ジャイアンツ 3-7 中日ドラゴンズ（変則ダブルヘッダー）
- 1950年8月13日 南海ホークス 0-3 大映スターズ
- 1950年8月16日 西日本パイレーツ 4-1 国鉄スワローズ、大阪タイガース 0-8 松竹ロビンス（変則ダブルヘッダー）
- 1951年4月14日 西鉄ライオンズ 6-3 東急フライヤーズ、西鉄ライオンズ 0-0 大映スターズ（変則ダブルヘッダー）
- 1951年5月23日 大阪タイガース 4-3 国鉄スワローズ
- 1951年7月20日 近鉄パールス 3-10 大映スターズ、近鉄パールス 3-7 毎日オリオンズ（変則ダブルヘッダー）
- 1952年4月27日 国鉄スワローズ 3-1、2-5 広島カープ（ダブルヘッダー）
- 1952年5月14日 国鉄スワローズ 5-9、2-8 大阪タイガース（ダブルヘッダー）
- 1952年8月5日 名古屋ドラゴンズ 5-2 松竹ロビンス
- 1953年4月29日 国鉄スワローズ 2-5、2-1 大阪タイガース（ダブルヘッダー）
- 1953年5月27日 広島カープ 6-9 読売ジャイアンツ
- 1953年6月10日 毎日オリオンズ 2-1 近鉄パールス
- 1954年4月11日 国鉄スワローズ 1-6、9-10 広島カープ（ダブルヘッダー）
- 1954年4月17日 毎日オリオンズ 4-4 西鉄ライオンズ
- 1954年5月26日 読売ジャイアンツ 4-2 洋松ロビンス
- 1955年5月3日 国鉄スワローズ 9-10、2-4 大阪タイガース（ダブルヘッダー）
- 1956年4月22日 大洋ホエールズ 1-4、2-3 国鉄スワローズ（ダブルヘッダー）
- 1956年9月19日 国鉄スワローズ 2-1、6-0 広島カープ（ダブルヘッダー）
- 1957年9月15日 大洋ホエールズ 2-1、5-3 国鉄スワローズ（ダブルヘッダー）
- 1958年5月24日 毎日大映オリオンズ 3-2 東映フライヤーズ
- 1958年6月5日 大洋ホエールズ 10-2 広島カープ
- 1958年10月12日 大洋ホエールズ 3-2、7-4 大阪タイガース（ダブルヘッダー）
- 1959年4月21日 大洋ホエールズ 3-12 読売ジャイアンツ
- 1959年5月10日 国鉄スワローズ 5-4、0-3 大洋ホエールズ（ダブルヘッダー）
- 1960年4月26日 大洋ホエールズ 4-0 読売ジャイアンツ
- 1961年5月9日 中日ドラゴンズ 3-0 国鉄スワローズ
- 1961年7月2日 読売ジャイアンツ 5-2 広島カープ
- 1962年5月10日 読売ジャイアンツ 4-3 国鉄スワローズ
- 1962年10月1日 中日ドラゴンズ 8-0 広島カープ
- 1963年5月15日 読売ジャイアンツ 7-0 広島カープ
- 1963年9月24日 中日ドラゴンズ 5-8 大洋ホエールズ
- 1964年5月13日 読売ジャイアンツ 6-0 大洋ホエールズ
- 1964年6月21日 中日ドラゴンズ 3-6 広島カープ
- 1965年4月25日 中日ドラゴンズ 3-6 阪神タイガース
- 1965年5月11日 読売ジャイアンツ 10-13 広島カープ
- 1966年4月24日 中日ドラゴンズ 8-2 大洋ホエールズ
- 1966年6月2日 読売ジャイアンツ 0-11 広島カープ
- 1967年4月23日 中日ドラゴンズ 9-11 阪神タイガース
- 1967年5月24日 読売ジャイアンツ 5-1 広島カープ
- 1968年4月21日 中日ドラゴンズ 5-4 大洋ホエールズ
- 1968年5月22日 読売ジャイアンツ 8-3 広島東洋カープ
- 1969年5月4日 中日ドラゴンズ 5-0 広島東洋カープ
- 1969年6月15日 アトムズ 1-8、8-5 大洋ホエールズ（ダブルヘッダー）
- 1970年5月5日 中日ドラゴンズ 4-7 大洋ホエールズ
- 1970年5月28日 読売ジャイアンツ 4-3 ヤクルトアトムズ
- 1971年4月25日 中日ドラゴンズ 8-7 ヤクルトアトムズ
- 1971年5月19日 読売ジャイアンツ 2-1 ヤクルトアトムズ
- 1972年6月14日 読売ジャイアンツ 5-2 大洋ホエールズ
- 1972年8月19日 ヤクルトアトムズ 6-1 大洋ホエールズ
- 1973年5月20日 中日ドラゴンズ 7-15 大洋ホエールズ
- 1973年6月6日 読売ジャイアンツ 6-7 広島東洋カープ